# Antoine Gillet
Antoine Gillet (Bertrix, 22 maart 1988) is een Belgische atleet, die zich heeft toegelegd op de 400 m. Hij maakte tot nu toe vooral naam als lid van de nationale 4 x 400 m estafetteploeg.

## Biografie

### Eerste regionale titel
Gillet, die de atletieksport al vanaf zijn zevende jaar beoefent, maar daarnaast tot zijn veertiende ook basketbal speelde, veroverde al in 2006 zijn eerste regionale titel op de 400 m, toen hij jeugdkampioen van Wallonië werd. Dat jaar zette hij ook een forse stap voorwaarts door zijn persoonlijk beste tijd op dit nummer in één jaar tijd aan te scherpen van 49,08 s naar 47,05 s.
In 2007 deed hij zijn eerste internationale ervaring op bij de Europese kampioenschappen U20 in Hengelo, waar hij samen met zijn Belgische ploeggenoten Arnoud Froidmont, Arnaud Ghislain en Joris Haeck op de 4 x 400 m naar een vierde plaats snelde in 3.09,93.

### Succes bij de senioren
In 2008 behaalde Antoine Gillet, die intussen vijf scholieren- en juniortitels op zak had, zijn eerste succes bij de senioren met een vierde plaats op de 400 m tijdens de Belgische kampioenschappen Alle Categorieën. Een jaar later sleepte hij op ditzelfde kampioenschap zijn eerste medaille in de wacht: op de 200 m werd hij derde. Op de 400 m stelde hij dat jaar zijn PR opnieuw bij tot de zeer scherpe tijd van 46,13.

### Meeste indruk op 4 x 400 m
Toch waren het zijn optredens in de Belgische estafetteploeg, waarmee hij in 2009 de meeste indruk maakte. Allereerst waren daar in juni de Europese Teamkampioenschappen in het Noorse Bergen, waar Gillet deel uitmaakte van het Belgische viertal op de 4 x 400 m, dat met 3.07,30 dit onderdeel won, vlak voor het team van Nederland (3.07,57). Vervolgens grepen Nils Duerinck, Arnaud Destatte, Arnaud Ghislain en Antoine Gillet enkele weken later op de Universiade in Belgrado op ditzelfde nummer met een vierde plaats in 3.06,61 net naast het eremetaal. Een week daarna was Gillet alweer aanwezig in het Litouwse Kaunas voor deelname aan de Europese kampioenschappen voor atleten onder 23 jaar. En weer rolden er twee vierde plaatsen uit: één op de individuele 400 m, waar de student kinesitherapie tot zijn recordprestatie van 46,13 kwam, en later opnieuw op de 4 x 400 m. Samen met Arnaud Ghislain, Joris Haeck en Arnaud Destatte kwam hij opnieuw net niet aan eremetaal toe, maar de tijd (3.04,51) was ten opzichte van een week eerder alweer beter.

### Finaleplaats in Berlijn
Het bleek de opmaat voor het optreden van de Belgische nationale ploeg op de 4 x 400 m tijdens de wereldkampioenschappen in Berlijn in augustus. Nadat Gillet, samen met Cédric Van Branteghem, Nils Duerinck en Kevin Borlée een dag eerder onverwacht zijn serie had gewonnen in 3.02,13, deed het viertal er een dag later in de finale nog een schepje bovenop. Het resulteerde voor Gillet in zijn zoveelste vierde plaats, maar de Belgische vier leverden met 3.01,88 wel hun beste seizoenprestatie en bleven iets meer dan twee seconden verwijderd van het nationale record uit 2008, gelopen in de finale van de Olympische Spelen in Peking. En dit alles zonder de Belgische recordhouder op de 400 m, Jonathan Borlée, die in Berlijn vanwege een blessure werkeloos moest toekijken.
Aan het eind van 2009 werden Antoine Gillet, Cédric Van Branteghem, Nils Duerinck en Kevin Borlée vanwege hun prestaties in Berlijn gekozen tot Belgische sportploeg van het jaar.

### Zilver en brons met estafetteploeg
In 2010 bleek Antoine Gillet inmiddels te zijn uitgegroeid tot een vaste waarde binnen de Belgische 4 x 400 m estafetteploeg. Op de grote toernooien was hij er steevast bij, om te beginnen bij de wereldindoorkampioenschappen in Doha. Nadat de Belgische formatie, met Nils Duerinck in de gelederen in plaats van Cédric Van Branteghem, reeds naar een serieoverwinning in de Belgische recordtijd van 3.08,84 was gesneld, zetten de Belgen in de finale nog een tandje bij. Samen met de gebroeders Borlée en Cédric Van Branteghem liet Gillet achter de winnende Amerikanen de klokken stilstaan op 3.06,94, opnieuw een verbetering van het Belgische record.
Later in het jaar, bij de Europese kampioenschappen in Barcelona, bevestigde het team zijn opgebouwde reputatie. In hun serie 4 x 400 m waren Kevin Borlée, Cédric Van Branteghem, Antoine Gillet en Nils Duerinck in 3.03,49 weer eens de snelsten, waarna in de finale de gebroeders Borlée, Arnaud Destatte en Cédric Van Branteghem de klus afmaakten en in 3.02,60 het brons veroverden.

### Brons op EK indoor 2011
De Belgische 4 x 400 m estafetteploeg reisde begin maart 2011 met hoge verwachtingen af naar Parijs voor deelname aan de Europese indoorkampioenschappen. Was men immers niet tweede geworden achter de Amerikanen op de WK indoor in Doha, het jaar ervoor? Net als in Barcelona tijdens de EK op de buitenbaan werden de Belgen in de Franse hoofdstad echter de voet dwars gezet door andere teams met vergelijkbare ambities. Hadden in Spanje de Russen en de Britten de Belgische formatie van het goud afgehouden, ditmaal waren het opnieuw de Britten met daarnaast de Fransen, die in eigen huis vleugels hadden gekregen. Dat het hard ging, bewijst de tijd van 3.06,57, alweer een nationaal record, van de als derde eindigende Belgische formatie, die naast Antoine Gillet bestond uit Kevin en Jonathan Borlée en Nils Duerinck.

### Olympische Spelen van Londen
Op de Olympische Spelen in 2012 liep Gillet op de 4 x 400 m estafette zich met Michaël Bultheel, Kevin Borlée en Jonathan Borlée naar een zesde plaats in de finale.
De in Bertrix woonachtige student kinesitherapie is lid van AC Bertrix - Basse-Semois.

## Titels

### Internationale kampioenschappen
| Onderdeel | Titel               | Jaar |
| --------- | ------------------- | ---- |
| 4 x 400 m | Europees kampioen   | 2012 |
| 400 m     | Francofoon kampioen | 2013 |

### Belgische kampioenschappen
| Onderdeel    | Jaar |
| ------------ | ---- |
| 200 m indoor | 2015 |

## Persoonlijke records
Outdoor
| Onderdeel    | Prestatie | Datum           | Plaats     |
| ------------ | --------- | --------------- | ---------- |
| 200 m        | 21,23 s   | 2 augustus 2009 | Oordegem   |
| 400 m        | 45,98 s   | 21 juli 2013    | Brussel    |
| 400 m horden | 53,86 s   | 2005            | Dampicourt |

Indoor
| Onderdeel | Prestatie | Datum            | Plaats              |
| --------- | --------- | ---------------- | ------------------- |
| 200 m     | 21,14 s   | 21 februari 2015 | Gent                |
| 400 m     | 46,95 s   | 29 januari 2011  | Luxemburg-Kirchberg |

## Palmares

### 200 m
- 2009:  BK AC – 21,23 s
- 2011:  BK AC - 21,39 s
- 2015:  BK AC indoor - 21,14 s

### 400 m
- 2008: 4e BK AC – 47,77 s
- 2009: 9e Memorial Van Damme – 47,13 s
- 2009:  BK AC - 46,34 s
- 2010:  BK AC - 46,34 s
- 2012:  BK AC - 46,03 s
- 2013:  BK AC indoor - 47,67 s
- 2013: 4e BK AC - 45,98 s
- 2013:  Jeux de la Francophonie in Nice - 46,64 s
- 2016:  BK AC - 46,18 s

### 4 x 400 m
- 2007: 4e EK U20 in Hengelo – 3.09,93 (in serie 3.07,93)
- 2009: 1e EK voor nat. teams – 3.07,30
- 2009: 4e Universiade in Belgrado – 3.06,61
- 2009: 4e EK U23 in Kaunas – 3.04,51
- 2009: 4e WK in Berlijn – 3.01,88
- 2010:  WK indoor in Doha - 3.06,94 (NR)
- 2010:  EK in Barcelona - 3.02,60[1]
- 2011:  EK indoor in Parijs - 3.06,57 (NR)
- 2011: 5e WK in Daegu - 3.00,41
- 2012:  EK in Helsinki - 3.01,09
- 2012: 5e OS in Londen - 3.01,81 (3.01,70 in reeks)
- 2013:  Jeux de la Francophonie in Nice - 3.06,24
- 2015: 5e WK in Peking - 3.00,24 (NR 2.59,28 in series)

## Onderscheidingen
- 2009: Sportploeg van het jaar (met 4 x 400 m estafetteploeg)
- 2010: Sportploeg van het jaar (met 4 x 400 m estafetteploeg)
- 2011: Sportploeg van het jaar (met 4 x 400 m estafetteploeg)